# Selbstkategorisierungstheorie
Eine Weiterentwicklung der Theorie der sozialen Identität stellt die von Turner, Hogg, Oakes, Reicher und Wetherell (1987) vorgestellte Selbstkategorisierungs-Theorie dar. Sie wurde 1987 unter dem Titel „Rediscovering the social group. A Self-Categorization Theory“ veröffentlicht. Turner et al. verstehen diese Theorie nicht als einen Ersatz für die Theorie der sozialen Identität, sondern als eine allgemeinere Theorie, die die Theorie der sozialen Identität mit einschließt. Das Ziel der Selbst-Kategorisierungstheorie ist nicht, ein bestimmtes Verhalten zwischen Gruppen zu erklären, sondern die kognitiven Voraussetzungen und Mechanismen zu beschreiben, die es den Menschen überhaupt erst ermöglichen, besondere Verhaltensweisen als Gruppenmitglieder zu zeigen.

## Die Grundvoraussetzungen der Selbst-Kategorisierungstheorie

### Selbstkonzept
Ein wichtiger Begriff der Selbst-Kategorisierungstheorie ist das Selbstkonzept, das definiert werden kann als „ein Set von einer Person zugänglichen kognitiven Repräsentationen des Selbst“ (Turner et al., 1987, 44). Das Selbstkonzept besteht aus verschiedenen Komponenten, die je nach Situation salient werden. Es ist beispielsweise denkbar, dass jemand die beiden Selbstkonzepte von sich hat, dass er ein guter Schachspieler, aber ein schlechter Fußballspieler ist. Auf einem Schachturnier wird das Selbstkonzept, das diese Person bezüglich ihrer Fähigkeiten Fußball zu spielen hat, verständlicherweise nicht so in den Vordergrund treten wie das Konzept über die Fähigkeiten, Schach zu spielen.

### Hierarchische Organisation von Kategorisierungen
Eine weitere Voraussetzung, von der Turner et al. (1987) ausgehen, ist die, dass die oben angesprochenen kognitiven Repräsentationen in Form von Kategorisierungen organisiert sind, die sich aus Ähnlichkeiten innerhalb einer Klasse und Unterschieden zwischen den Klassen ableiten. Diese Selbst-Kategorisierungen sind als ein hierarchisches System aufgebaut, wie es Rosch (1978) beschrieben hat. Dieses System ähnelt einer Pyramide insofern, als eine Kategorie, die in der Hierarchie ganz oben steht, mehrere untergeordnete Kategorien mit einschließt, aber niemals durch eine einzige untergeordnete Kategorie vollständig beschrieben werden kann. Ein bestimmter Hund könnte beispielsweise Teil der Kategorie Pekinese sein, während ein anderer Hund Teil der Kategorie Schäferhund sein könnte. Auf dem nächsten Level könnten Pekinesen Teil der Kategorie „kleine Hunde“ sein, während Schäferhunde zu den „großen Hunden“ zählen könnten. Beide gehören jedoch der Kategorie „Hund“ an. Dieser Kategorie können sie zugeordnet werden über Merkmale, die sie beide aufweisen (sie bellen möglicherweise beide, sie stammen beide vom Wolf ab usw.) und über Unterschiede, beispielsweise zu einer Katze, die eindeutig nicht zu der Kategorie „Hund“ zu zählen ist. Weder der Schäferhund noch der Pekinese geben beispielsweise Geräusche von sich, die mit „Miau“ beschrieben werden könnten; weder Pekinese noch Schäferhund haben die Angewohnheit, tote Tiere mit nach Hause zu bringen usw.
Bezüglich des Selbstkonzeptes setzt Turner drei Ebenen an Selbst-Kategorisierungen voraus. Die oberste Ebene ist das Konzept von einem selbst als menschlichem Wesen im Gegensatz zu Tieren oder Pflanzen.
Die mittlere, die „soziale“ Ebene ist die der In-group– Out-group-Kategorisierungen. Auf dieser Ebene ordnet man sich als Mitglied bestimmter Gruppen ein, indem man nach Ähnlichkeiten zu bestimmten Gruppen sucht oder Unterscheidungen zu Mitgliedern anderer Gruppen trifft.
Die unterste Ebene, die Turner beschreibt, ist die „individuelle Ebene“. Diese Ebene basiert auf Ähnlichkeiten und Unterschieden zwischen einem selbst und anderen In-group-Mitgliedern.

#### Beispiel
Ein Beispiel soll dieses System verdeutlichen: Herr Meier sieht sich beispielsweise als menschliches Wesen an und unterscheidet sich daher eindeutig von einem Pferd. Herr Meier lebt in einer deutschen Kleinstadt, ist Mitglied im Kaninchenzüchterverein und Angestellter bei einer Bank. Der Kaninchenzüchterverein trifft sich meist in geselliger Runde, es wird meist viel getrunken und gelacht – Herr Meier sieht sich selbst also als einen geselligen Menschen an und unterscheidet sich somit (in seinen Augen) signifikant von einem Mitglied des örtlichen Lesekreises. Am Arbeitsplatz ist Herr Meier sehr ordentlich und gewissenhaft, was ihn, in seinen Augen, von jemandem unterscheidet, der der Berufsgruppe der Künstler angehört. Ein Kollege von Herrn Meier, der ebenfalls Bankangestellter ist, hat eine Familie und ist glücklich verheiratet. Herr Meier dagegen hat trotz großer Anstrengungen noch keine passende Frau gefunden, was ihn bisweilen sehr melancholisch werden lässt. Hierin unterscheidet sich Herr Meier individuell von seinem Kollegen.

### Der Metakontrast-Wert
Eine weitere Voraussetzung der Theorie ist die, dass eine Kategorisierung auf Grund von Vergleichen zwischen Stimuli stattfindet, die beide Teil der nächsthöheren Ebene des oben angesprochenen hierarchischen Systems sind. Das heißt, dass Kategorisierungen und Vergleiche einander bedingen. Das eine kann nicht ohne das andere existieren.
Die Bildung einer Kategorie folgt dem so genannten Prinzip des Metakontrastes. Das bedeutet, dass eine Ansammlung von Stimuli so zu einer Einheit kategorisiert wird, dass die Unterschiede auf einer relevanten Vergleichsdimension zwischen ihnen minimal und die Unterschiede zu anderen Stimuli maximal sind.
Daraus folgt direkt der Metakontrast-Wert, den Turner folgendermaßen definiert:
Der MCR (meta contrast ratio) ist gleich dem wahrgenommenen Unterschied zwischen den Mitgliedern einer Kategorie und anderen Stimuli, geteilt durch den wahrgenommenen Unterschied innerhalb der Mitglieder einer Kategorie.
{\displaystyle MCR={\frac {(der-durchschnittlich-wahrgenommene-Unterschied-zwischen-den-Kategorien)}{(der-durchschnittlich-wahrgenommene-Unterschied-innerhalb-einer-Kategorie)}}}
Diesen Metakontrast-Wert kann man nun für jedes Mitglied einer Kategorie errechnen. Das Mitglied der Kategorie, dessen MCR am höchsten ist, ist laut Turner et al. auch das prototypischste Mitglied der Kategorie. Es folgt logischerweise, dass die Prototypikalität eines Mitglieds einer Kategorie ein dynamischer Wert ist, der von der Vergleichskategorie abhängt. Beispielsweise könnte jemand, der eine Gruppe Deutscher mit Franzosen vergleicht zu einem anderen Ergebnis bezüglich des prototypischsten Deutschen kommen, als jemand, der eine Gruppe Deutscher mit einer Gruppe Engländer vergleicht. Daher wird auch von der relativen Prototypikalität eines Gruppenmitglieds gesprochen. Dies steht Roschs (1978) Auffassung entgegen, dass eine Kategorie durch ihr prototypischstes Mitglied definiert wird, da laut Turner die Prototypikalität eines Kategorienmitglieds in einer wechselseitigen Beziehung zur Kategorie selbst steht.
Eine weitere logische Schlussfolgerung wäre die, dass eine Umkategorisierung erfolgt, wenn der MCR kleiner als 1 ist. Allerdings äußern sich Turner et al. (1987, 47ff.) nicht zu diesem Fall.
Eine Bedingung für einen Vergleich ist, dass beide Stimuli auf einer abstrakteren Ebene einander ähnlich sind. Idealerweise erfolgt dieser Vergleich auf der am wenigsten abstrakten Ebene, die gerade noch beide Stimuli mit einschließt. Paradoxerweise folgt daraus, dass ein Unterschied zwischen zwei Stimuli nur festgestellt werden kann, wenn sie sich auf einer abstrakteren Ebene ähneln. Ein Beispiel soll dies verdeutlichen:
Hund und Katzen können auf der Ebene „Haustiere“ miteinander verglichen werden, sie ähneln sich also auf dieser Ebene. Ein Vergleich auf der Ebene „Lebewesen“ wäre zwar ebenfalls möglich, aber wenig sinnvoll, da diese Ebene zu abstrakt ist. Ein Vergleich auf der Ebene „Caniden“ wäre dagegen nicht möglich, da die Katze von dieser Kategorie nicht mit eingeschlossen wird.
Auf Selbst-Kategorisierungen angewendet bedeutet dies, dass ein Vergleich zweier Individuen auf der nächsthöheren Ebene des oben dargestellten hierarchischen Systems stattfindet und daher ein Vergleich innerhalb von Gruppen ist. Ein Vergleich zwischen Gruppen ist daher ein Vergleich innerhalb der Ebene „menschliches Wesen“ usf.
Die Salienz einer Selbst-Kategorie variiert mit dem Bezugsrahmen, das heißt die individuellen Selbst-Kategorien werden salient, wenn Vergleiche nur innerhalb der eigenen Gruppe stattfinden. Die sozialen Selbst-Kategorien werden salient, wenn Vergleiche nur innerhalb der Ebene „menschliches Wesen“ stattfinden und die Selbst-Kategorien bezüglich der Vorstellungen von einem selbst als menschlichem Wesen werden wiederum salient, wenn Vergleiche zwischen Lebensformen stattfinden.

## Einige Hypothesen der Selbst-Kategorisierungstheorie
Aus den oben genannten und weiteren Voraussetzungen leiten Turner et al. (1987) eine Vielzahl an Hypothesen bezüglich der Bildung und Funktion von Gruppen und deren Phänomenen ab. Hier sollen nur einige ausgesuchte dargestellt werden.

### Beziehung zwischen individualer und sozialer Ebene
Die erste von Turner et al. (1987) dargestellte Hypothese ist im Prinzip äquivalent dem ersten Kontinuum der Theorie der sozialen Identität. Tajfel und Turner (1986) unterscheiden zwischen intergruppalem und individuellem Verhalten, Turner et al. sagen eine inverse Beziehung zwischen der individuellen (der untersten) Ebene und der sozialen (der mittleren) Ebene der Selbst-Kategorisierung voraus, mit dem Unterschied, dass Turner et al. sich schon auf die Wahrnehmung und nicht nur auf das Verhalten beziehen. Das bedeutet, dass sich Personen, je nach Situation entweder in erster Linie als Mitglied einer bestimmten Gruppe, oder aber als individuelle Person kategorisieren. Situationen, in denen die Mitgliedschaft einer Gruppe salient wird, reduzieren die Wahrnehmung interindividueller Unterschiede innerhalb der Gruppe und umgekehrt.

### Depersonalisation
Eine weitere Hypothese besagt, dass Faktoren, die die Salienz der Vergleichsdimension auf der In-group– Out-group-Ebene erhöhen, dazu führen, dass die Wahrnehmung der Ähnlichkeit mit den In-group-Mitgliedern erhöht wird. So wird die individuelle Selbst-Wahrnehmung depersonalisiert, das heißt es wird auf Stereotype zurückgegriffen, die den Charakter der in-group Mitgliedschaft beschreiben.
Diese Depersonalisation ist, laut der dritten Hypothese, die Ursache für sämtliche bekannten Gruppenphänomene. Turner weist darauf hin, dass unter Depersonalisierung in diesem Zusammenhang nicht der Verlust an individueller Identität zu verstehen ist, sondern dass es sich um einen Wechsel von der individuellen Ebene der Selbst-Kategorisierungen auf die soziale Ebene der Selbst-Kategorisierungen handelt.
Um diesen zentralen Begriff der Depersonalisation drehen sich die nächsten der dargestellten Hypothesen.

#### Grundlegende Bedingungen für Depersonalisation
Voraussetzung für den oben beschriebenen Depersonalisationseffekt ist eine Mitgliedschaft in einer oder mehreren Gruppen. Psychologische Gruppen in der Selbst-Kategorisierungstheorie kommen zustande, sobald zwei oder mehr Menschen sich über In-group– Out-group-Kategorien wahrnehmen und definieren. Diese Idee ähnelt somit der Definition sozialer Gruppen von Tajfel und Turner (siehe Theorie der sozialen Identität).
Äquivalent zu der Annahme, dass man sich selbst auf Grund von Ähnlichkeiten kategorisiert und es wahrscheinlicher ist, dass man sich einer Kategorie zuordnet, mit der man eine hohe Ähnlichkeit aufweist als einer Kategorie, mit der die wahrgenommenen Ähnlichkeiten geringer sind, geht die Selbst-Kategorisierungstheorie davon aus, dass es umso wahrscheinlicher ist, dass eine Ansammlung von Individuen eine Gruppe bildet, je höher die wahrgenommene Ähnlichkeit zwischen ihnen ist. Wird dagegen eine größere Ähnlichkeit zu anderen Leuten wahrgenommen, sinkt die Wahrscheinlichkeit, dass die Ansammlung von Individuen eine Gruppe bildet.

##### Beispiel
Ein Beispiel soll dies erläutern: Die Herren Schröder, Fischer, Clement, Koch, Stoiber und Merz werden in einer Berghütte eingeschneit. Herr Schröder, Herr Fischer und Herr Stoiber spielen gerne Schach, während die anderen drei Herren das Skatspiel bevorzugen. Die wahrgenommene Ähnlichkeit auf der Vergleichsdimension „bevorzugte Freizeitbeschäftigung“ ist also zwischen Herrn Schröder und Herrn Fischer beispielsweise größer als zwischen Herrn Schröder und Herrn Clement. Laut der Theorie ist es also wahrscheinlich, dass sowohl die Schachspieler als auch die Skatspieler je eine Gruppe bilden werden.
Warum aber bilden die in dem Beispiel genannten Herren gerade Kategorien über die Dimension „bevorzugte Freizeitbeschäftigung“ ? Offensichtlich müssen die dazugehörigen Kategorien sehr salient sein. Über die Frage, welche Kategorie gerade salient ist, sagen Turner et al., dass die Salienz ein Produkt ist aus der kognitiven Zugänglichkeit zu einer Kategorie und der Passung zur Situation.
In dem oben genannten Beispiel haben die Herren eine längere Zeit vor sich, in der es nichts zu tun gibt. Daher ist also sowohl die Zugänglichkeit als auch die Passung zur Situation relativ hoch. Angenommen aber, alle sechs Herren seien Politiker, und die Herren Schröder, Fischer und Clement sind Mitglied einer Partei, während die drei anderen Herren Mitglied einer anderen Partei sind. Nachdem sie die Berghütte wieder verlassen können, spielt die bevorzugte Freizeitbeschäftigung eine relativ geringe Rolle. Im politischen Alltag gibt es viel zu tun, an Freizeit ist also erst einmal nicht zu denken, sowohl kognitive Zugänglichkeit als auch Passung der Situation sinken rapide und es ist relativ unwahrscheinlich, dass die oben beschriebene Gruppenkonstellation weiterhin bestehen bleibt, weil nun andere Vergleichsdimensionen zugänglicher sind und eher zu der neuen Situation passen.

## Sozialer Einfluss
Die Aussagen der Selbst-Kategorisierungs-Theorie bezüglich sozialen Einflusses gehen im Wesentlichen auf Festingers Theorie des sozialen Vergleichs (1954) zurück. Dort wird argumentiert, dass Menschen das Bedürfnis haben, die eigenen Meinungen und Fähigkeiten zu bewerten. Dies geschieht entweder über die Prüfung eindeutig objektiver, realer Kriterien oder über soziale Kriterien, das heißt über den Vergleich mit anderen Personen, deren Meinungen, Einstellungen und Fähigkeiten ein möglichst genaues Abbild der Realität darzustellen scheinen. Die Möglichkeit, die Unsicherheit bezüglich der eigenen Meinung, Einstellung oder Fähigkeit über soziale Kriterien zu reduzieren, wird offensichtlich dann vorgezogen, wenn eine attraktive Vergleichsgruppe vorhanden ist (vgl. z. B. Miller, 1977). Turner et al. stellen bezüglich des sozialen Einflusses (das heißt der Meinungsbildung innerhalb von Gruppen) einige Hypothesen vor.

### Subjektive Validität
Eine zentrale Rolle spielt die eigene Sicherheit beziehungsweise Unsicherheit über die „Richtigkeit“ der eigenen Meinungen, Einstellungen usw. Diese Sicherheit wird als subjektive Validität bezeichnet und steht in direkter Beziehung zu dem wahrgenommenen Unterschied der eigenen Meinung zu der Meinung ähnlicher anderer Personen. Je geringer dieser Unterschied ist, desto höher ist die subjektive Validität und umgekehrt.
Eine geringe subjektive Validität kann reduziert werden:
1. durch eine Attribution der Meinungsverschiedenheit auf relevante Unterschiede zwischen einem selbst und den Anderen,
2. durch eine Attribution der Meinungsverschiedenheit auf relevante Unterschiede in der Situation,
3. durch beiderseitigen sozialen Einfluss, um eine Übereinkunft zu erzielen.

### Uniformitätsdruck
Das Ausmaß an Uniformitätsdruck, das heißt das beiderseitige Bedürfnis, einer Meinung zu sein, ist ein Produkt aus
1. der wahrgenommenen Ähnlichkeit zwischen beiden Seiten,
2. der wahrgenommenen Ähnlichkeit der Situation (ein Gruppenmitglied mag eine Situation beispielsweise als bedrohlich wahrnehmen, während ein anderes Gruppenmitglied keine Bedrohung erkennen kann),
3. der erwarteten oder wahrgenommenen unterschiedlichen beiderseitigen Auffassung über die Bewertung der Situation,
4. der Wichtigkeit der subjektiven Validität für die Gruppe.

Dieses Produkt kann tatsächlich als ein Produkt im mathematischen Sinne verstanden werden. Ist einer dieser Faktoren für eine Person gleich Null, so wird diese keinen Uniformitätsdruck verspüren. Der Unterschied zwischen den Punkten zwei und drei ist wohl so zu verstehen, dass eine Person die Situation einerseits als ähnlich wahrnehmen muss, dass sie aber andererseits auch glauben muss, dass die andere Person die Situation auf die gleiche Weise bewertet wie die fragliche Person.
Ist ein Uniformitätsdruck gegeben, so ergibt sie die Richtung der Einflussnahme innerhalb einer Gruppe (wer beeinflusst wen?) aus der Überzeugungskraft der einzelnen Gruppenmitglieder. Die Überzeugungskraft jedes Gruppenmitgliedes ergibt sich aus der wahrgenommenen Prototypikalität des Gruppenmitgliedes, weil ein Gruppenmitglied umso mehr Überzeugungskraft besitzt, je größer die wahrgenommene Unterstützung der Gruppe für seine Meinung, Einstellung usw. ist und jedes Gruppenmitglied bemüht ist, möglichst gut in die Gruppe zu „passen“.

## Gruppenpolarisierung
Unter Gruppenpolarisierung versteht man den Effekt, dass Meinungen und Einstellungen von Mitgliedern einer Gruppe nach einer Diskussion innerhalb der Gruppe stärker in jene Richtung ausschlagen, die sich schon vor der Diskussion abgezeichnet hat. Würde man beispielsweise eine Gruppe von Studenten nach ihrer Meinung zu Studiengebühren befragen, so könnte festgestellt werden, dass die Studenten eher dagegen sind. Würde eine zweite Befragung, die nach der Diskussion des Themas innerhalb der Gruppe durchgeführt wird, ergeben, dass die Gruppe sehr gegen Studiengebühren ist, so würde man von einer Gruppenpolarisation sprechen.
Dieser Effekt ist relativ einfach über die oben dargestellten Hypothesen und Voraussetzungen zu erklären. Eine Voraussetzung des Effektes ist, dass Individuen das Bedürfnis haben, ihre eigenen Meinungen und Einstellungen zu bewerten beziehungsweise zu validieren. Eine Möglichkeit dies zu tun ist, wie oben bereits erwähnt, soziale Vergleiche anzustellen. Identifizieren sich Individuen mit einer Gruppe, so stellt die prototypischste Meinung der Gruppe auch die valideste Meinung dar. Es ist also anzunehmen, dass Individuen versuchen, ihre Meinung der prototypischsten Meinung der Gruppe anzupassen, und zwar umso mehr, desto größer der Uniformitätsdruck innerhalb der Gruppe ist. Anhand einiger Zahlenbeispiele lässt sich zeigen, dass extreme Meinungen umso mehr an Prototypikalität gewinnen, je extremer die prototypischste Meinung ist. Alle folgenden Zahlenbeispiele sind Turner et al. (1987, 82ff.) entnommen.
Die folgenden Werte für A, B und C sollen die wahrgenommene Meinung der einzelnen Gruppenmitglieder widerspiegeln, die Werte für O die wahrgenommene Meinung der Out-group-Mitglieder.
| Outgroup | Outgroup | Mitglied A | Mitglied B | Mitglied C | Outgroup | Outgroup |
| −3       | −2       | −1         | 0          | +1         | +2       | +3       |

Über den oben beschriebenen Metakontrast-Wert (meta contrast ratio) lässt sich nun das prototypischste Mitglied der Gruppe (hinsichtlich der erfragten Meinung) errechnen:
{\displaystyle MCR_{x}={\frac {durchschnittlicherUnterschiedzuMitgliedernderout-group}{durchschnittlicherUnterschiedzuanderenGruppenmitgliedern}}}
{\displaystyle MCR_{A}={\frac {(2+1+3+4)\div 4}{(1+2)\div 2}}={\frac {2.5}{1.5}}=1.{\bar {6}}}
{\displaystyle MCR_{B}={\frac {(2+3+2+3)\div 4}{(1+1)\div 2}}={\frac {2.5}{1}}=2.5}
{\displaystyle MCR_{C}={\frac {(4+3+1+2)\div 4}{(2+1)\div 2}}={\frac {2.5}{1.50}}=1.{\bar {6}}}
In diesem Beispiel ist B die prototypischste Meinung und spiegelt auch den Mittelwert der psychologischen Skala wider. Der Abstand von A und C zu B ist jeweils der gleiche. Eine Gruppenpolarisation wäre in diesem Beispiel daher auch nicht zu erwarten. Wählt man aber ein Beispiel, in dem sich die Meinungen nicht symmetrisch um den Mittelwert der psychologischen Skala verteilen, so ändern sich die Zahlenverhältnisse:
| Outgroup | Outgroup | Outgroup | Mitglied A | Mitglied B | Mitglied C | Outgroup |
| −3       | −2       | −1       | 0          | +1         | +2         | +3       |

Wieder soll die prototypischste Meinung der Gruppe ermittelt werden:
{\displaystyle MCR_{A}={\frac {(3+2+1+3)\div 4}{(1+2)\div 2}}={\frac {2.25}{1.5}}=1.5}
{\displaystyle MCR_{B}={\frac {(4+3+2+2)\div 4}{(1+1)\div 2}}={\frac {2.75}{1}}=2.75}
{\displaystyle MCR_{C}={\frac {(5+4+3+1)\div 4}{(2+1)\div 2}}={\frac {3.25}{1.5}}=2.17}
Auch in diesem Beispiel ist B das prototypischste Mitglied der Gruppe, allerdings ist die Meinung von C prototypischer als jene von A, weshalb As Motivation, seine Meinung in Richtung der prototypischen Meinung der Gruppe hin zu ändern, größer sein sollte als Cs Motivation, dies zu tun.
Es scheint, als könne man den Polarisationseffekt einer Gruppe exakt vorhersagen, wenn man Daten über die Meinungen innerhalb der Gruppe vor und nach einer Diskussion, sowie die Daten über die von den Mitgliedern der Gruppe wahrgenommene Meinung der out-group hätte. Dies setzt allerdings voraus, dass innerhalb der Gruppe ein hoher Uniformitätsdruck herrscht. Der Uniformitätsdruck ist aber, wie oben ausgeführt wurde, abhängig von der wahrgenommenen Ähnlichkeit zwischen den Gruppenmitgliedern, der wahrgenommenen Ähnlichkeit der Situation innerhalb der Gruppe, der erwarteten oder wahrgenommenen unterschiedlichen beiderseitigen Auffassung über die Bewertung der Situation und der Wichtigkeit der subjektiven Validität für die Gruppe. Ist nur einer dieser Faktoren nicht optimal, so sinkt der Uniformitätsdruck in der Gruppe rapide und eine Vorhersage der Gruppenpolarisation würde sich weitaus schwieriger gestalten als in den oben genannten Zahlenbeispielen.